# عادل كلاه كج
عادل كلاه كج (21 فبراير 1985 رامز إيران - ) هو لاعب كرة قدم إيراني يلعب كلاعب وسط.